# Mary Engle Pennington

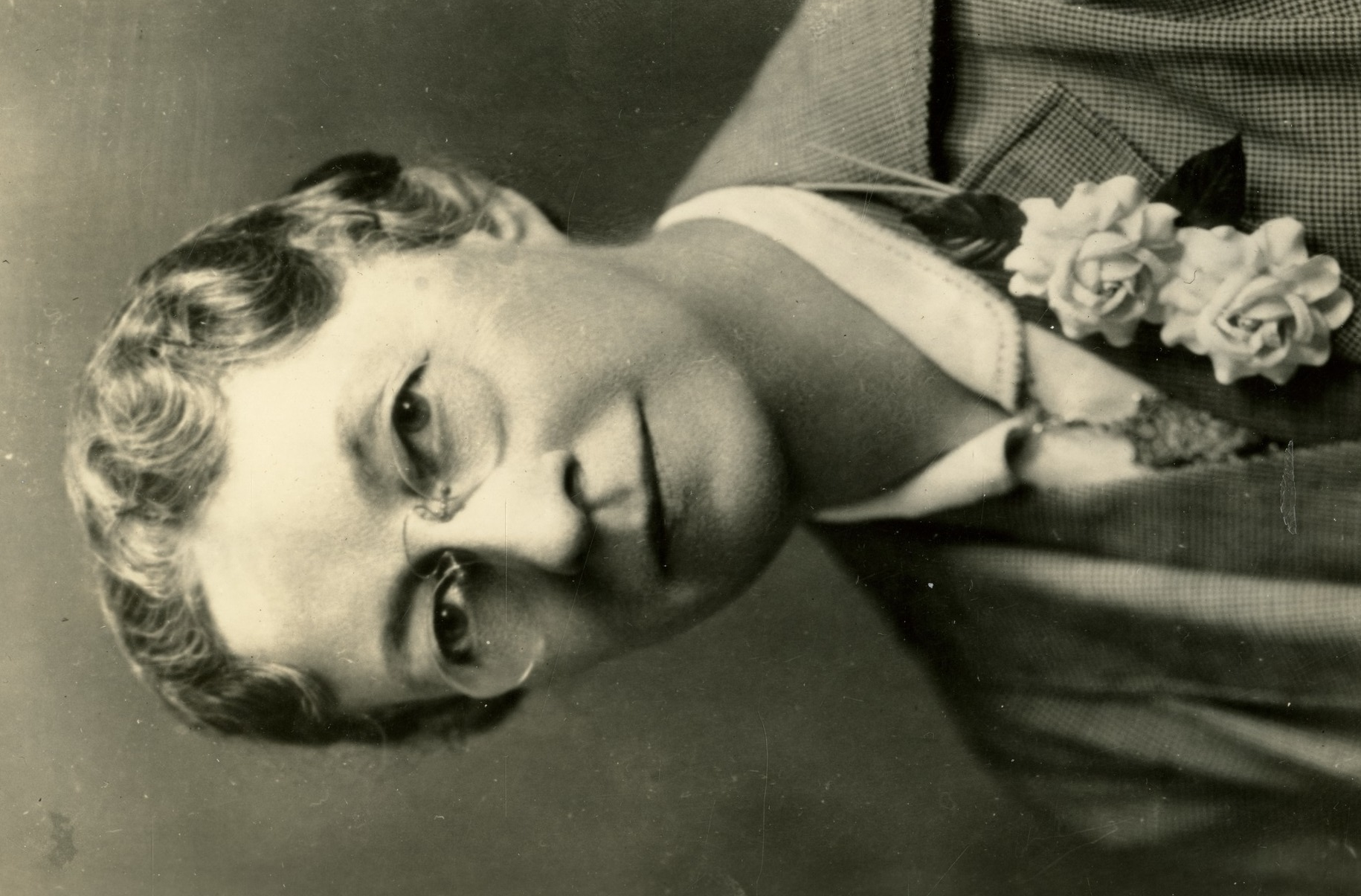
Mary Engle Pennington 1940

Mary Engle Pennington (* 8. Oktober 1872 in Nashville, Tennessee; † 27. Dezember 1952 in New York City) war eine US-amerikanische Chemikerin und Bakteriologin. Sie arbeitete unter anderem zwölf Jahre für die spätere Food and Drug Administration (FDA), setzte erste Hygienestandards und war Pionierin auf dem Gebiet der Lebensmittelkühlung. Sie setzte sich für eine ununterbrochene Kühlkette vom Hersteller bis zum Verbraucher ein und war mitbeteiligt an der Entwicklung von Eisschränken, Kühlräumen und Eisenbahnkühlwagen.

## Leben

### Jugend und Studium

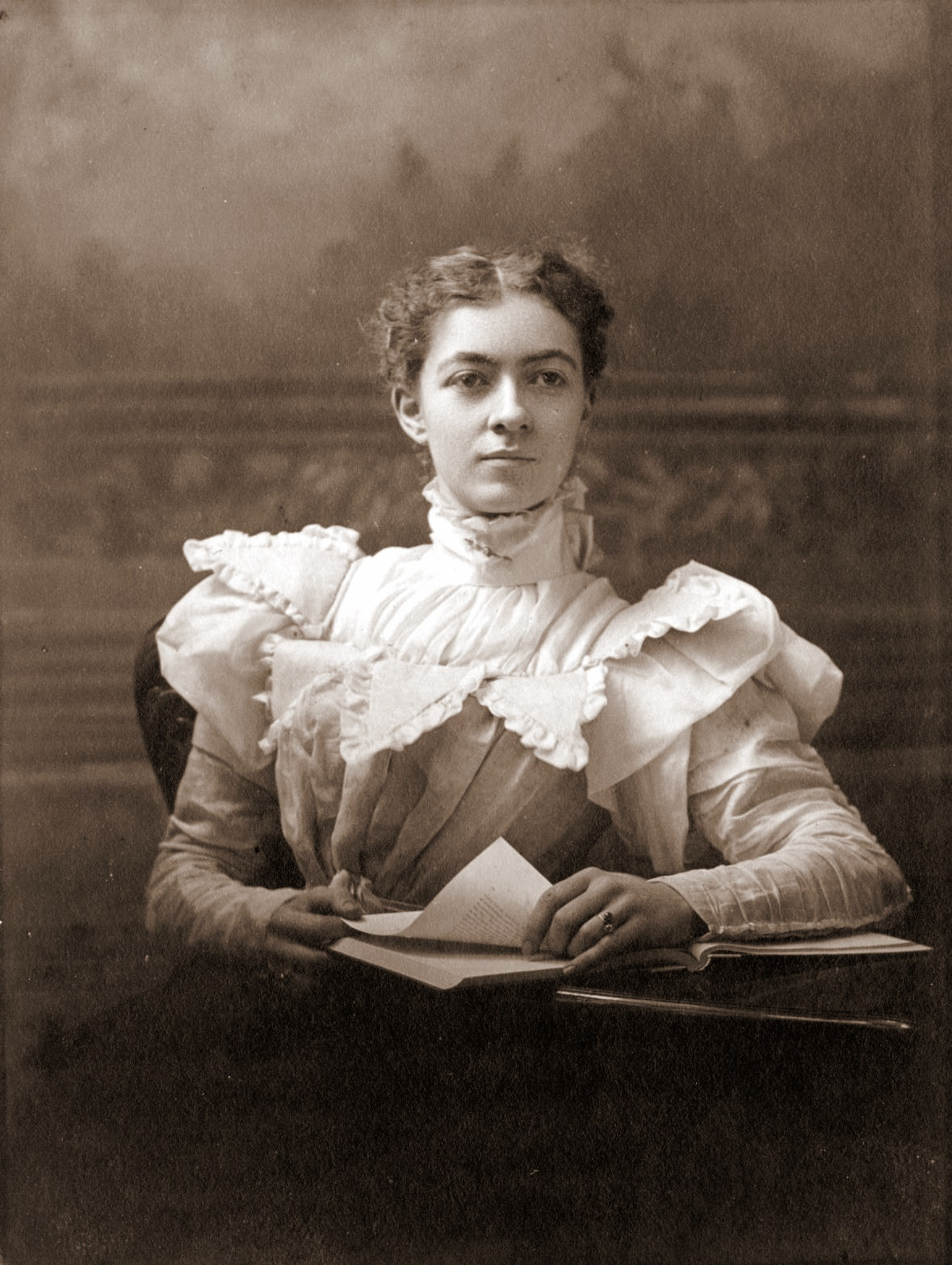
Mary Engle Pennington in jungen Jahren, um 1890

Mary Engle Pennington war die ältere Tochter von Henry Pennington und Sahra B. Molony. Kurz nach Marys Geburt im Jahr 1872 in Nashville, Tennessee, zog die Quaker-Familie zurück zu ihren angestammten Wurzeln nach Philadelphia. Nach ihrem Highschool-Abschluss studierte sie ab 1890 Biologie und Chemie an der Towne Scientific School und Bakteriologie am Hygiene-Laboratorium der University of Pennsylvania, die ihr 1892 nur einen Befähigungsnachweis (certificate of proficiency) ausstellte, da die Universität den akademischen Grad Bachelor zur damaligen Zeit nicht an Frauen vergab. Sie wurde aber als Doktorandin zugelassen und promovierte 1895 in Chemie unter Edgar Fahs Smith. Sie erhielt dann ein zweijähriges Fellowship in Botanik an der Universität und anschließend ein einjähriges in Physiologischer Chemie an der Yale University.

### Arbeit für die Stadt Philadelphia und die FDA
Nach ihrer Rückkehr nach Philadelphia 1898 nahm Pennington die Stelle als Direktorin des Clinical Laboratory am Woman’s Medical College of Pennsylvania an, wo sie auch als Lehrkraft tätig war. Zusätzlich betrieb sie für einige Jahre ihr eigenes analytisches Labor für regionale Ärzte. Aufgrund ihrer erworbenen Reputation wurde Mary Engle Pennington 1904 von der Gesundheitsabteilung der Stadt Philadelphia als Leiterin des bakteriologischen Labors eingestellt. Sie war unter anderem verantwortlich für die in der Stadt verkauften Molkereiprodukte, engagierte sich für bessere hygienische Zustände bei Farmern und Verkäufern und setzte sich für gesetzliche Vorgaben ein. 1907 ging sie an das Bureau of Chemistry, U.S. Department of Agriculture (USDA, seit 1927 Food and Drug Administration, FDA), wo sie als Bakteriologin arbeitete. Hier wurde der damalige Direktor des USDA, Harvey Washington Wiley, auf sie aufmerksam und machte sie 1908 zur Leiterin des neuen Food Research Laboratory. Wiley war maßgeblich für den 1906 in Kraft getretenen Pure Food and Drug Act verantwortlich, das erste einer Serie von wichtigen Verbraucherschutzgesetzen, die im 20. Jahrhundert zur Regulierung und Überwachung der in den USA vertriebenen Lebensmittel und Medikamente erlassen wurden, und welches später zur Gründung der FDA führte. Mary Engle Pennington entwickelte hier bis 1919 Tests zur Identifizierung von verdorbenen Lebensmitteln und erbrachte Pionierleistungen für den sicheren Transport und die Lagerung von frischen Lebensmitteln, um deren Verderb zu vermeiden. Sie konzentrierte sich dabei auf die Verringerung bakterieller Verunreinigung durch Kühlung, speziell bei Eiern, Geflügel und Milchprodukten. Sie erforschte die nötigen optimalen Temperaturen, trat für eine ununterbrochene Kühlkette bis zum Verbraucher ein, entwickelte spezielle isolierte Kühlwagen für den Transport mit der Eisenbahn und trug mit zur Verbesserung der Konzeption und Konstruktion von Kühlräumen und -schränken bei. Beginnend mit vier Angestellten, wuchs die Belegschaft des Labors unter ihrer Führung bis 1919 auf 55 Mitarbeiter(innen) an.

### Beratungsbüro und die National Association of Ice Industries
Unzufrieden mit der Zusammenarbeit des USDA mit dem Food Research Laboratory und aufgrund von mangelnder Unterstützung durch deren neuen Direktor, verließ Mary Engle Pennington 1919 den öffentlichen Dienst und arbeitete bis 1922 für die American Balsa, ein Unternehmen, das Kühlgeräte und -wagen herstellte. Sie gründete zudem 1920 ihr eigenes Consulting-Büro in New York City, das bis zu ihrem Tode 1952 bestand. 1923 akzeptierte sie das Angebot der National Association of Ice Industries (NAII) zur Leitung des Household Refrigeration Bureau. Bis Anfang der 1930er Jahre setzte sie sich für die Aufrechterhaltung der Kühlkette auch auf Verbraucherseite ein und betrieb Lobbyarbeit für den Einsatz von Eisschränken im Haushalt, den Vorläufern des modernen Kühlschranks und aufkommenden Konkurrenzprodukts, das später zunehmend eine ökonomische Einbuße für die NAII darstellte.

## Auszeichnungen
- 1919: Notable Service Medal (Präsident Herbert Hoover)[3]
- 1940: Garvan-Olin-Medaille (American Chemical Society)[10]
- 2002: National Women’s Hall of Fame[11]
- 2007: ASHRAE Hall of Fame (American Society of Heating, Refrigerating and Air-Conditioning Engineers)[12]
- 2018: National Inventors Hall of Fame